# Pedius
Pedius – rodzaj chrząszczy z rodziny biegaczowatych i podrodziny dzierowatych. Obejmuje pięć opisanych gatunków.

## Morfologia i zasięg
Chrząszcz o ubarwieniu zwykle brązowym do smoliście brunatnego z jaśniejszymi czułkami, głaszczkami i odnóżami. Przedplecze zaopatrzone jest w jedną parę dołków przypodstawowych. Pokrywy są wyraźnie spłaszczone, o obrzeżonych podstawach, wyraźnych barkach oraz grubo i gęsto punktowanych rzędach, pozbawione rządków przytarczkowych, zwykle zaopatrzone w pojedynczą parę delikatnych chetoporów (punktów szczecinkowych) dyskalnych umieszczonych w wierzchołkowej ćwiartce trzecich międzyrzędów. Dominują formy krótkoskrzydłe, ale spotyka się też osobniki o skrzydłach tylnej pary w pełni wykształconych. Odnóża tylnej pary mają krętarze niemal w połowie tak długie jak uda, a stopy o ostatnim członie porośniętym od spodu szczecinkami. Stopy wszystkich par cechują się grzbietowymi powierzchniami członów pozbawionymi podłużnych bruzd pośrodkowych. Odwłok ma czwarty, piąty i szósty spośród widocznych sternitów poprzecznie obrzeżone od przodu ostrymi bruzdami.
Rodzaj palearktyczny. W Europie Środkowej występują dwa gatunki, z których tylko P. longicollis stwierdzono w Polsce.

## Taksonomia
Takson ten wprowadzony został po raz pierwszy w 1850 roku przez Wiktora Moczulskiego. Gatunkiem typowym wyznaczono Carabus longicollis.
Zalicza się do niego pięć opisanych gatunków:
- Pedius figuratus (Wollaston, 1864)
- Pedius ineptus (Coquerel, 1859)
- Pedius inquinatus (Sturm, 1824)
- Pedius longicollis (Duftschmid, 1812)
- Pedius siculus (Levrat, 1857)